# Weisshorn (Lenk)
Das Weisshorn (gem. Landestopographie-Karte Wysshore) ist ein 2947 m ü. M. hoher Berg in der Lenk im Schweizer Kanton Bern an der Grenze zum Kanton Wallis.
Am Westhang steht auf einer Höhe von 2793 m ü. M. die Wildstrubelhütte des Schweizer Alpen-Clubs. Östlich des Gipfels befindet sich der Plaine-Morte-Gletscher.
Von der Iffigenalp führt die nichtöffentliche Militärseilbahn (MSB5) mit zwei Sektionen auf das Weisshorn. Die erste Sektion bis zur Mittelstation Rawilpass wurde 2002 erneuert. Auf dem Berg befinden sich militärische Anlagen zur Überwachung des Flugverkehrs, unter anderem durch das Luftraumüberwachungs- und Einsatzleitsystem FLORAKO (Florida Radarersatz Radarluftlagesystem Kommunikationssystem) der Schweizer Luftwaffe.